# Rob Ramage
Pour les articles homonymes, voir Ramage.
George Robert Ramage, dit Rob Ramage, (né le 11 janvier 1959 à Byron, en Ontario au Canada) est un joueur de hockey sur glace professionnel qui jouait au poste de défenseur, notamment dans la Ligue nationale de hockey.

## Biographie

### Hockeyeur
George Ramage a été repêché premier au total du repêchage d'entrée dans la LNH 1979 par les Rockies du Colorado. À la suite de sa carrière junior chez les Knights de London (qui retirèrent son numéro 5), Ramage passe une saison avec les Bulls de Birmingham de l'Association mondiale de hockey avant de rejoindre la LNH pour quinze saisons au cours desquelles il joue pour les Rockies, les Blues de Saint-Louis, les Maple Leafs de Toronto, les Flames de Calgary, les North Stars du Minnesota, le Lightning de Tampa Bay, les Canadiens de Montréal et les Flyers de Philadelphie.
Il commence sa carrière chez les Rockies du mauvais pied, faisant partie de l'histoire à la suite d'une gaffe embarrassante commise au cours de sa saison recrue dans la LNH. Au cours d'un match contre les Islanders de New York, le gardien des Rockies quitte la glace après qu'une pénalité à retardement a été appelée contre les Islanders. La rondelle dévie sur le gardien des Islanders Billy Smith jusque dans le coin de la patinoire. Ramage la récupère et fait accidentellement une passe aveugle par la bande de la zone adverse à la ligne bleue. Personne n'y est pour recevoir la passe et la rondelle glisse, traversant toute la patinoire pour aller se loger dans le filet de Rockies. Smith ayant été le dernier joueur des Islanders à toucher la rondelle, c'est lui qui est crédité du but ; c'était la toute première fois de l'histoire de la ligue qu'un gardien est crédité d'un but.

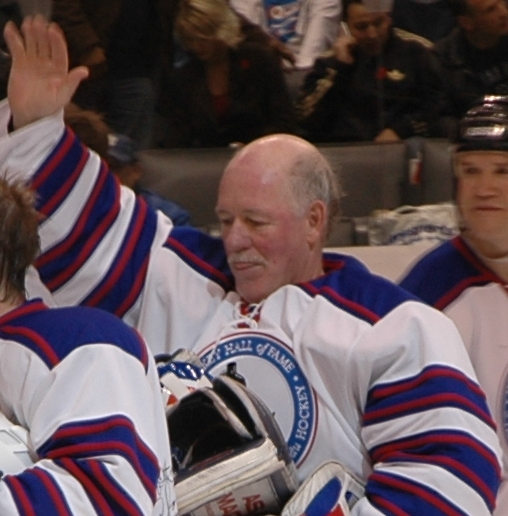
Rob Ramage a permis à Billy Smith de devenir le premier gardien à être crédité d'un but dans la LNH

Il est échangé à de nombreuses reprises au cours de sa carrière dont il a été impliqué dans l'échange amenant Brett Hull à Saint-Louis. Il réussit, néanmoins, à avoir son nom gravé sur la Coupe Stanley deux fois, en 1989 avec les Flames et en 1993 avec les Canadiens. Son rôle dans la conquête des Flames est plutôt limité étant donné la solidité de la brigade défensive des Flames, avec Al MacInnis et Gary Suter. Sa meilleure saison professionnelle est celle de 1985-86 avec les Blues où il cumule 66 points pour 10 buts et 56 passes.

### Vie personnelle
Le 15 décembre 2003, Ramage est au volant quand sa voiture se retrouve dans la voie inverse et entre en collision avec un autre, tuant son passager, l'ancien capitaine des Blackhawks de Chicago Keith Magnuson. Il est accusé de conduite en état d'ébriété puis reconnu coupable en octobre 2007. Il reste 4 ans en prison.
Il revient au hockey à la suite de sa libération, acceptant un poste d'entraîneur-adjoint chez le Knights de London de la Ligue de hockey de l'Ontario pour la saison 2011-2012, puis est nommé le 31 juillet 2014 instructeur responsable du développement des joueurs pour les Canadiens de Montréal. Le 5 juillet 2017, il y est promu directeur du développement des joueurs.
Il est le père du joueur de hockey de la LNH, John Ramage.

## Statistiques
| Saison     | Équipe                   | Ligue      |       | Saison régulière | Saison régulière | Saison régulière | Saison régulière | Saison régulière |    | Séries éliminatoires | Séries éliminatoires | Séries éliminatoires | Séries éliminatoires | Séries éliminatoires |
| Saison     | Équipe                   | Ligue      | PJ    | B                | A                | Pts              | Pun              | PJ               | B  | A                    | Pts                  | Pun                  |                      |                      |
| 1975-1976  | Knights de London        | AHO        | 65    | 12               | 31               | 43               | 113              |                  |    |                      |                      |                      |                      |                      |
| 1976-1977  | Knights de London        | AHO        | 65    | 15               | 58               | 73               | 177              |                  |    |                      |                      |                      |                      |                      |
| 1977-1978  | Knights de London        | AHO        | 59    | 17               | 47               | 64               | 162              |                  |    |                      |                      |                      |                      |                      |
| 1978-1979  | Bulls de Birmingham      | AMH        | 80    | 12               | 36               | 48               | 165              | --               | -- | --                   | --                   | --                   |                      |                      |
| 1979-1980  | Rockies du Colorado      | LNH        | 75    | 8                | 20               | 28               | 135              | --               | -- | --                   | --                   | --                   |                      |                      |
| 1980-1981  | Rockies du Colorado      | LNH        | 79    | 20               | 42               | 62               | 193              | --               | -- | --                   | --                   | --                   |                      |                      |
| 1981-1982  | Rockies du Colorado      | LNH        | 80    | 13               | 29               | 42               | 201              | --               | -- | --                   | --                   | --                   |                      |                      |
| 1982-1983  | Blues de Saint-Louis     | LNH        | 78    | 16               | 35               | 51               | 193              | 4                | 0  | 3                    | 3                    | 22                   |                      |                      |
| 1983-1984  | Blues de Saint-Louis     | LNH        | 80    | 15               | 45               | 60               | 121              | 11               | 1  | 8                    | 9                    | 32                   |                      |                      |
| 1984-1985  | Blues de Saint-Louis     | LNH        | 80    | 7                | 31               | 38               | 178              | 3                | 1  | 3                    | 4                    | 6                    |                      |                      |
| 1985-1986  | Blues de Saint-Louis     | LNH        | 77    | 10               | 56               | 66               | 171              | 19               | 1  | 10                   | 11                   | 66                   |                      |                      |
| 1986-1987  | Blues de Saint-Louis     | LNH        | 59    | 11               | 28               | 39               | 106              | 6                | 2  | 2                    | 4                    | 21                   |                      |                      |
| 1987-1988  | Blues de Saint-Louis     | LNH        | 67    | 8                | 34               | 42               | 127              | --               | -- | --                   | --                   | --                   |                      |                      |
| 1987-1988  | Flames de Calgary        | LNH        | 12    | 1                | 6                | 7                | 37               | 9                | 1  | 3                    | 4                    | 21                   |                      |                      |
| 1988-1989  | Flames de Calgary        | LNH        | 68    | 3                | 13               | 16               | 156              | 20               | 1  | 11                   | 12                   | 26                   |                      |                      |
| 1989-1990  | Maple Leafs de Toronto   | LNH        | 80    | 8                | 41               | 49               | 202              | 5                | 1  | 2                    | 3                    | 20                   |                      |                      |
| 1990-1991  | Maple Leafs de Toronto   | LNH        | 80    | 10               | 25               | 35               | 173              | --               | -- | --                   | --                   | --                   |                      |                      |
| 1991-1992  | North Stars du Minnesota | LNH        | 34    | 4                | 5                | 9                | 69               | --               | -- | --                   | --                   | --                   |                      |                      |
| 1992-1993  | Lightning de Tampa Bay   | LNH        | 66    | 5                | 12               | 17               | 138              | --               | -- | --                   | --                   | --                   |                      |                      |
| 1992-1993  | Canadiens de Montréal    | LNH        | 8     | 0                | 1                | 1                | 8                | 7                | 0  | 0                    | 0                    | 4                    |                      |                      |
| 1993-1994  | Canadiens de Montréal    | LNH        | 6     | 0                | 1                | 1                | 2                | --               | -- | --                   | --                   | --                   |                      |                      |
| 1993-1994  | Flyers de Philadelphie   | LNH        | 15    | 0                | 1                | 1                | 14               | --               | -- | --                   | --                   | --                   |                      |                      |
| Totaux LNH | Totaux LNH               | Totaux LNH | 1 044 | 139              | 425              | 564              | 2 224            | 84               | 8  | 42                   | 50                   | 218                  |                      |                      |